# Albanais (cheval)
Pour les articles homonymes, voir Albanais (homonymie).
L'Albanais est une race de chevaux de trait légers, originaire des Balkans. Ce petit cheval employé pour tous les travaux de la vie quotidienne représente la principale race équine de l'Albanie.

## Dénomination
D'après l'écrivain Giacomo Giammatteo, la seule graphie juste du nom de cette race de chevaux fait appel à une initiale en majuscules, dans la mesure où cette race est nommée d'après le pays d'Albanie.

## Histoire
La souche d'origine était vraisemblablement proche du Tarpan. Comme tous les chevaux des Balkans, l'Albanais a été croisé avec le cheval mongol, l'Arabe turc et le Turkoman en raison des influences extérieures,. Des croisements volontaires ont été pratiqués avec l'Arabe, le Haflinger et le Nonius plus tard, en visant l'accroissement de la taille et l'augmentation des qualités de la race. La race actuelle est apparentée au Huçul, au Bosnien et au Rodope. Des tentatives pour améliorer la race locale d'Albanie ont été menées à la station zootechnique de Scutari.

## Description
D'après le guide Delachaux (2016), il toise de 1,24 m à 1,43 m, tandis que l'ouvrage de CAB International indique 1,27 m à 1,30 m. La base de données DAD-IS indique un poids allant de 260 à 304 kg.
Il existe à l'origine deux types de races natives d'Albanie, le cheval de montagne et le cheval de plaine (Myzeqea). Le Myzeqea est généralement plus grand et développé que le type de montagne, toisant 1,32 m à 1,42 m. Exceptionnellement fort pour sa taille, il peut aller l'amble. En raison des fréquents croisements entre les deux types, la distinction n'est plus faite. 
La tête est de profil rectiligne, surmontée de petites oreilles. La croupe est inclinée, avec une queue attachée bas. Les pieds ont des sabots durs.
La couleur de robe peut être unie, ou grise.
Ces chevaux sont réputés de caractère doux et d'une grande résistance.
Des présentations des meilleurs sujets sont organisées tous les ans. L'élevage albanais est cependant peu organisé.

## Utilisations

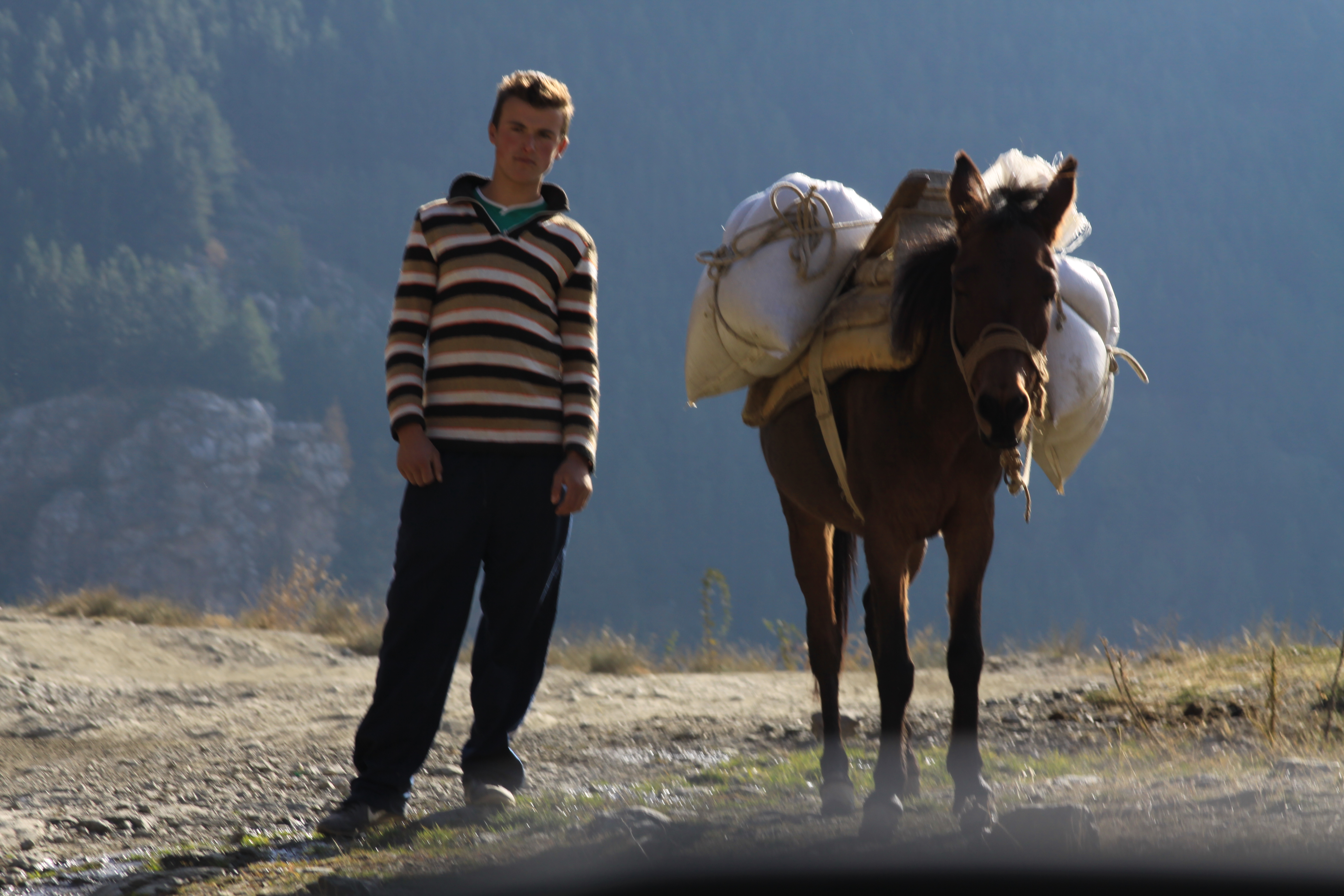
Mule en Albanie, probablement issue d'un croisement sur une jument locale.

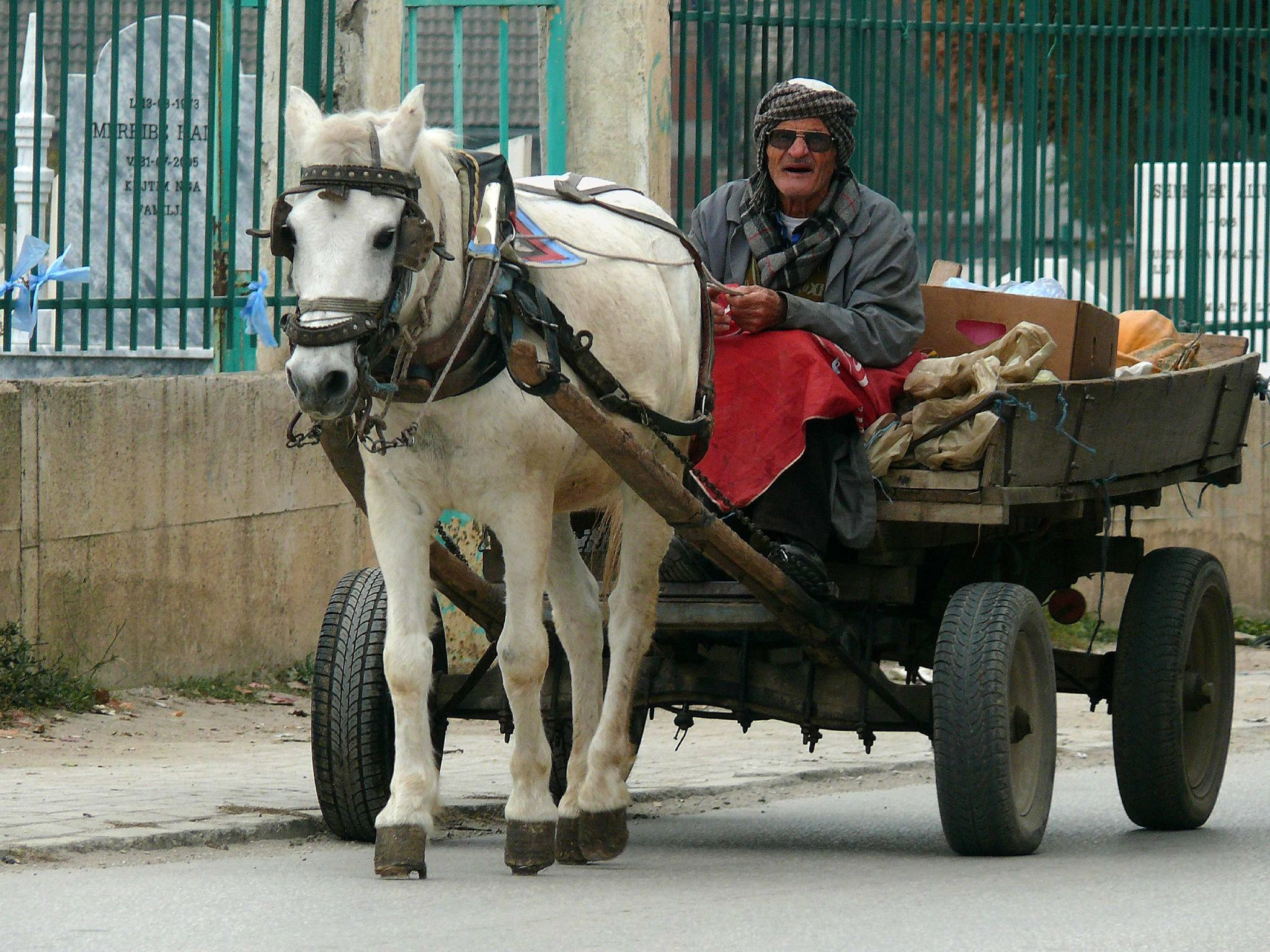
Attelage albanais

Les albanais sont souvent attelés, bâtés et utilisés en trait léger, selon les besoins des habitants,, et servent le plus souvent à l'agriculture et aux transports. Ils peuvent aussi être montés par des cavaliers légers. Les juments entrent en croisement avec les ânes locaux pour donner des mulets.

## Diffusion de l'élevage
Il représente environ 70 % des chevaux élevés en Albanie, soit plusieurs milliers de têtes dans son pays d'origine. Il est davantage présent dans les régions de relief montagneux. L'étude menée par l'Université d'Uppsala, publiée en août 2010 pour la FAO, signale l'Albanais (comune) comme race locale européenne qui n'est pas menacée d'extinction.